# Mossad le Alija Bet
Der Mossad la-Alija Bet (hebräisch הַמּוֹסָד לַעֲלִיָּה ב׳ Ha-Mōssad la-ʿAlijjah Bejt, deutsch ‚die Institution für Einwanderung B‘), oft nur kurz HaMossad genannt, war eine Unternehmung der Jewish Agency zur Förderung der illegalen Einwanderung (Alija Bet) nach Palästina. Er ist nicht zu verwechseln mit dem späteren israelischen Auslandsgeheimdienst. Das hebräische Wort „Mossad“ bedeutet „Institut“.

## Geschichte
Illegale Einwanderung von Juden nach Palästina gab es seit der Niederschlagung des Bar-Kochba-Aufstands im Jahr 135. Lange Zeit waren es nur religiöse Juden, die getrieben von einer Zionssehnsucht geltende Einwanderungsbeschränkungen oder -verbote ignorierten. Mit dem Aufkommen des Zionismus stieg die Zahl der jüdischen Einwanderer deutlich an. Wirkungsvolle Kontrollen und Gegenmaßnahmen griffen erst in der Zeit des britischen Mandats. Ab etwa 1920 erfolgten organisierte illegale Einwanderungsaktionen, die aber untereinander nicht koordiniert waren.
Die wachsende Judenfeindlichkeit in Europa, besonders in Deutschland, ab Mitte der 1930er Jahre steigerte zusehends den Ausreisewillen der Juden. Die Konferenz von Évian und die Novemberpogrome 1938 verstärkten den Emigrantenstrom aus Europa nach Palästina, während das Weißbuch von 1939 die Immigration von Juden nach Palästina zunehmend erschwerte und die arabische Einwanderung praktisch unbeschränkt blieb. So kam es zur Gründung des Mossad la-Alija Bet am 29. April 1939 als Zweig der Hagana, unter der Leitung von Schaul Avigur.
Die Arbeit begann schwerpunktmäßig mit der Fluchthilfe („Bricha“) für Juden aus Südosteuropa. Mit Beginn des Zweiten Weltkriegs wurden diese Aktivitäten stark eingeschränkt und konnten erst ab etwa August 1945 wieder in großem Stil aufgenommen werden. Während der Kriegszeit erfolgte stattdessen eine verstärkte Immigration von Juden aus arabischen Ländern über den Landweg. Die Hochphase des HaMossad war ab Kriegsende bis zur Staatsgründung Israels mit zahlreichen Flüchtlingsschiffen aus Süd- und Osteuropa, aber auch aus dem Nahen Osten, Nordafrika und aus den USA. Anfänglich konnten alle Immigranten heimlich nach Palästina eingeschleust werden, doch schon im November 1945 errichtete die britische Mandatsregierung eine Seeblockade, um die Flüchtlingsschiffe abzufangen. Der HaMossad begegnete dieser Blockade mit zwei verschiedenen Konzepten: Einerseits mit einer großen Anzahl kleiner Schiffe irgendwo an die Küste Palästinas zu fahren, und so über die schiere Menge die britische Blockade zu überfordern. Andererseits mit sehr großen Schiffen und einer großen Anzahl Flüchtlinge eine starke Wirkung auf die Moral der Flüchtlinge und die Meinung der Weltöffentlichkeit zu erzeugen.
Nach dem UN-Teilungsbeschluß am 29. November 1947 wurden die Aufgaben des HaMossad auf Waffen- und Munitionstransporte nach Palästina ausgeweitet und über 50 Fahrten durchgeführt.
Nach der Staatsgründung Israels am 14. Mai 1948 entfielen alle britischen Einreisebeschränkungen und die Seeblockade, das Aufgabenfeld des Mossad la-Alija Bet war damit hinfällig. Die Organisation wurde zum Mossad la-Alija umstrukturiert, die die legale und rechtlich verbriefte Einwanderung von Juden nach Israel unterstützte und organisierte.

## Organisationsstruktur und Aufgaben
Der HaMossad diente als übergeordnete Organisation, die alle Belange der illegalen Einwanderung abdeckte. Unterstützt wurde er von zahlreichen anderen jüdischen Organisationen wie Hagana, Palmach, Palyam, Jüdische Brigade, Brichah, Ha’Chulya etc., die den HaMossad sowohl durch ihre eigene Organisationsstruktur, vor allem aber personell unterstützten. Die Organisationen standen dabei zueinander nicht in einer klaren hierarchischen Struktur, sondern als Netzwerk.
Der HaMossad selbst arbeitete mit einer sehr kleinen Anzahl Mitarbeitern und sehr schmaler Organisation. Der Hauptsitz war im Histadrut-Gebäude am Rothschild-Boulevard in Tel Aviv. Eine weitere Zentrale für die ankommenden Flüchtlingsschiffe befand sich in Haifa. Das Europa-Büro befand sich in Paris, zeitweilig auch in Genf. Jedes europäische Land mit Emigrationsbasen der Alija Bet hatte einen operativen Direktor, der teilweise alleine, teilweise mit ein oder zwei Mitarbeitern arbeitete.
Die konkreten Aufgaben des HaMossad waren:
- Geheime Kontakte zu Regierungen und Organisationen
- Errichtung eines Finanzierungsnetzwerkes
- Rekrutierung von Helfern besonders in Nordamerika
- Heimliche Beschaffung von Schiffen, Reparatur und Umbau zum Flüchtlingsschiff
- Anheuern von Kapitänen und Schiffsbesatzungen
- Ausbildung von Palyamniks als Kommandant für die Flüchtlingsfahrten
- Einrichtung des Kommunikationssystems „Gid'On“ in Europa, Palästina und Nordamerika und auf den Schiffen
- Organisation von Betriebsmitteln und Verpflegung für die Überfahrten
- Sammlung und Vorbereitung der Flüchtlinge in Sammellagern bzw. in den Abfahrtshäfen
- Weiterleitung angekommener Flüchtlinge in Lager und Kibbuzim
- Ab November 1947: Beschaffung von Waffen und Munition, sowie Transport nach Palästina

## Mitarbeiter
- Jehuda Arazi
- Mosche Agami
- Ike Aronowicz
- Jani Avidov
- Schaul Avigur
- Schaike Dan
- Jitzchak Ben Ephraim
- Jisrael Galili
- Pino Ginzburg
- Elijahu Golomb
- Zeev Hadari
- Zecharia Kikaion
- Ruth Klüger-Aliav
- Amos Manor
- David Nameri
- Ada Sereni
- Grischa Scheinkman
- Ephraim Schilo
- Ze’ev Schind
- Levi Schwartz
- Moischale Tschervinski
- Schmarya Tzameret

## Literarische Würdigung
In seinem Buch Exodus hat Leon Uris der Arbeit des Mossad la-Alija Bet ein literarisches Denkmal gesetzt.